# Reza Norouzi
Reza Norouzi (en persa: رضا نوروزی‎; Ahvaz, Mazandarán, 21 de septiembre de 1982) es un exfutbolista iraní que se desempeñaba como delantero.

## Selección nacional
Fue internacional con la selección de fútbol de Irán en 6 ocasiones.

### Participaciones en Copas Asiáticas
| Copa               | Sede  | Resultado        | Partidos | Goles |
| ------------------ | ----- | ---------------- | -------- | ----- |
| Copa Asiática 2011 | Catar | Cuartos de final | 0        | 0     |

## Clubes
| Club                 | País | Año       |
| -------------------- | ---- | --------- |
| Bargh Shiraz FC      | Irán | 2007-2008 |
| Steel Azin FC        | Irán | 2008-2010 |
| Foolad FC            | Irán | 2010-2012 |
| Naft Teherán FC      | Irán | 2012-2014 |
| Persépolis FC        | Irán | 2014-2015 |
| Saipa FC             | Irán | 2015      |
| Paykan FC            | Irán | 2016      |
| Sanat Naft Abadan FC | Irán | 2016-2017 |

## Palmarés

### Campeonatos nacionales
| Título        | Club      | País | Año  |
| ------------- | --------- | ---- | ---- |
| Liga Azadegan | Paykan FC | Irán | 2016 |

### Distinciones individuales
| Distinción                            | Año  |
| ------------------------------------- | ---- |
| Futbolista iraní del año              | 2010 |
| Máximo goleador de la Iran Pro League | 2011 |